# Philippe Rousseau (Philologe)
Philippe Jean Roger Rousseau (* 30. Mai 1942 in Asnières) ist ein französischer Klassischer Philologe (Gräzist).

## Leben
Nach dem Besuch des Lycée Henri IV in Paris studierte Philippe Rousseau, Sohn eines Lehrerehepaars, Anfang der 1960er Jahre an der École normale supérieure de la rue d’Ulm, unter anderem bei Georges Dumézil. Ende der 1960er Jahre machte er die Bekanntschaft von Jean Bollack, der ihn zu seinen privaten Seminaren einlud.
Nach der Agrégation de lettres classiques 1967 hatte er sechzehn Monate lang seinen Militärdienst abzuleisten. Als Leutnant eines Zuges einer Einheit schwerer Panzer in der Pariser Region gehörte er einem Regiment an, das am 30. Mai 1968 an der Verhinderung eines Bürgerkriegs in Frankreich beteiligt war.
Vom Herbst 1968 an arbeitete er wieder mit Jean Bollack zusammen. Er erhielt zunächst eine Stelle am Lycée Jacques Amyot von Melun, wurde aber kurz darauf Assistent bei Jean Bollack an der Université de Lille. 1972 war er an der Einrichtung des von Jean Bollack gegründeten Centre de recherche philologique an der Université de Lille beteiligt.
Von 1975 bis 1983 war er in der Gewerkschaftsbewegung tätig und ist Leiter des SNESUP (Syndicat national de l’enseignement supérieur) gewesen.
1983 nahm Rousseau seine Lehrtätigkeit an der Universität Lille wieder auf. 1995 wurde er Leiter des Centre de Recherche philologique. Im Dezember des gleichen Jahres verteidigte er seine bei Jean Bollack verfasste Thèse d’État mit dem Titel „Destin des héros et dessein de Zeus dans l’intrigue de l’Iliade“. 1996 wurde er zum Professeur des Universités ernannt. 2000 bis 2005 war Rousseau Präsident der Université de Lille III. 2007 bis 2014 war er Mitglied des Liller Büros des Syndicat national de l’enseignement supérieur.
2016 wurde er zum Chevalier der Legion d’honneur ernannt. Er ist zudem Chevalier des Ordre des Palmes Académiques.
Rousseaus Interpretation der Ilias wird von Pierre Judet de la Combe als neo-unitarisch charakterisiert.

## Schriften (Auswahl)
- Destin des héros et dessein de Zeus dans l’intrigue de l’Iliade. ANRT Lille 1997 (Thèse d’État, Université Lille III 1995).
- Destin des hommes et jeu des dieux. Lectures de l’Iliade. Textes rassemblés, édités et introduits par Xavier Gheerbrant (Cahiers de philologie, 34). Presses universitaires du Septentrion, Villeneuve d’Ascq 2022. (Edition von 17 Artikeln Philippe Rousseaus). – Rezension von Pierre Sauzeau, Revue des études anciennes 125, 2023, S. 213–217. (online)